# 死闘の伝説
『死闘の伝説』（しとうのでんせつ）は、1963年8月11日に日本で公開された映画。

## ストーリー
太平洋戦争末期、北海道の寒村に疎開していた園部家の娘・希恵子は、村長の息子・吾一に縁談を持ちかけられる。小絵子は気が進まないが、家族が部外者としてこの村に住みたいと考えているので、断れないと思っている。祖母の梅乃さんや母の静子さんも娘の気持ちを察し、返答をためらった。弟の紀夫は若々しい清潔感からこの縁談に反対。そんな折、長男の秀行が病気のため戦場から帰還した。大陸戦線で吾一の残虐行為を目撃した秀行は、即座に縁談を断った。村での園部家の迫害が始まった。唯一の例外は猟師のシンタローとその娘のユリだった。仲間のいる仙台へ向かう秀幸は、村境で送ってくれた百合にほのかな恋心を抱く。
ある日、買い物帰りの小絵子は森の中で吾一に襲われる。小絵子を迎えに来たユリは吾一を抱きかかえた。危機を脱した小絵子は百合を助けようとして吾一を石で殴り、二人は命からがら逃げた。吾一の死は村に伝わり、林巡査らは小絵子を引き渡すため信太郎宅へ向かうが、ゆりが猟銃を構えて近づくのを阻止する。小絵子は警察に行くと言うが、慎太郎は彼女をゆりとともに山奥の雪小屋に逃がす。この時点で村人たちは暴徒と化し、則夫、梅野、慎太郎らが殺害された。たまたま帰宅していた秀幸は戦いを止めようと小屋に駆けつけるが、その時百合の胸を銃弾が貫いてしまう。コジコの必死の言葉のおかげで、村人たちはようやく落ち着きを取り戻した。戦いは終わったが、秀幸の声がユーリを呼び続け、ユーリは悲しむ。これは日本が降伏する二日前に起こった。

## スタッフ
- 監督・製作・脚本：木下惠介
- 製作：白井昌夫
- 撮影：楠田浩之
- 音楽：木下忠司

## キャスト
- 園部梅乃：毛利菊枝
- 園部静子：田中絹代
- 園部黄枝子：岩下志麻
- 鷹森剛一：菅原文太
- 園部範雄：松川勉
- 園部篝：岡田可愛
- 清水信太郎：加藤嘉
- 清水百合：加賀まりこ
- 鷹森金兵衛：石黒達也
- 園部秀行：加藤剛
- 源さん：坂本武
- 林巡査：野々村潔
- 校長：明石潮
- 酔っ払いの親爺：浜村純
- 親爺の女房：大塚君代
- 山ノ助：花沢徳衛
- 熊吉：青木猛
- 正太：小瀬朗
- 助役：竹田法一
- 警部補：中田耕二
- 巡査：青山宏
- 年寄り：小林十九二
- 中国人老婆：水木涼子
- 中国人娘：江美しのぶ
- 男：川村禾門